# Abrocitinib
Abrocitinib ist ein Arzneistoff aus der Gruppe der Januskinase-Inhibitoren. Er wurde im September 2021 in Japan und im Vereinigten Königreich, im Dezember 2021 in der EU, unter dem Namen Cibinqo (Pfizer) zugelassen zur Behandlung der mittelschweren bis schweren atopischen Dermatitis („Neurodermitis“).
Abrocitinib wird oral verabreicht.

## Wirkungsmechanismus
Abrocitinib ist ein niedermolekulares Molekül, das selektiv die Januskinase 1 (JAK1) hemmt. JAKs sind intrazelluläre Enzyme, die Signale aus Zytokin- oder Wachstumsfaktor-Rezeptor-Interaktionen an der Zellmembran weiterleiten, um Prozesse der Hämatopoese und der Immunzellfunktion zu beeinflussen. Es wird angenommen, dass die Hemmung von JAK1 mehrere Zytokine moduliert, die an der Pathophysiologie der atopischen Dermatitis beteiligt sind, einschließlich Interleukin IL-4, IL-13, L-31, IL-22 und des Thymic Stromal Lymphopoietin (TSLP).

## Therapeutische Verwendung

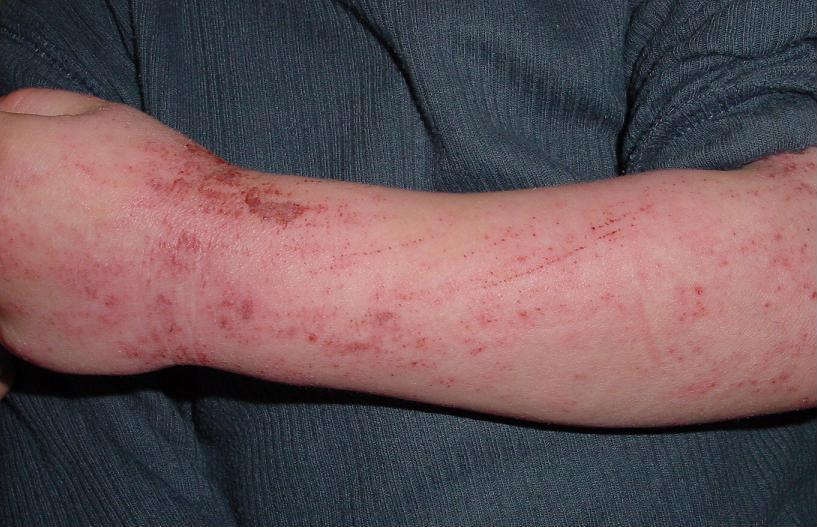
Atopische Dermatitis am Arm

Das Anwendungsgebiet erstreckt sich auf die Behandlung der mittelschweren bis schweren atopischen Dermatitis bei    Jugendlichen ab 12 Jahre und Erwachsenen (UK, J) bzw. Erwachsenen (EU), für die eine systemische Therapie in Frage kommt.

## Nebenwirkungen und Anwendungsbeschränkungen
Die häufigsten Nebenwirkungen sind Übelkeit, Kopfschmerzen, Akne, Herpes simplex, erhöhte Kreatinphosphokinase im Serum, Erbrechen, Schwindel und Oberbauchschmerzen. Die schwerwiegendsten Nebenwirkungen sind Infektionen.

## Pharmakokinetik
Abrocitinib wird nach oraler Gabe rasch und zu über 91 % resorbiert, die Bioverfügbarkeit liegt bei 60 %. Maximale Plasmaspiegel werden nach ca. einer Stunde erreicht. Die Eliminationshalbwertszeit beträgt etwa 5 Stunden.

## Handelsnamen
Cibinqo (UK, J, EU, USA)